# Moers
Moers (antiguamente también conocida como Mörs o Meurs) es la ciudad más grande en el distrito de Wesel, en Renania del Norte-Westfalia, Alemania. Es la ciudad más grande en Alemania que no es distrito urbano ("Kreisfreie Stadt"). 
El alcalde es Christoph Fleischhauer de la Union Cristiano-Demócrata (CDU) y al mismo tiempo líder de la oposición del parlamento del distrito. 

## Historia
Capital del condado de Moers, durante la guerra de Colonia fue ocupada por las tropas españolas el 8 de agosto de 1586. El ejército de las Provincias Unidas comandado por Mauricio de Nassau tomó la villa el 19 de agosto de 1597. Una ofensiva española al mando de Francisco López de Mendoza, recuperó la ciudad (octubre de 1598-julio de 1599), retomada por los neerlandeses en 1601 permanecería en su poder hasta su paso a Prusia en 1702 a la muerte de Guillermo III.

## Demografía
En 1920 en Moers había 25.000 habitantes, y en 1965 se había duplicado esa cantidad a 50.000 a consecuencia de la incorporación de lugares de Renania Kamp (40.924 habitantes, en 1974) y Kapellen (6.267 habitantes, en 1974). El 1 de enero de 1975 superó la cifra de 100,000 habitantes, con lo que la ciudad de Moers se convirtió en una gran ciudad. En 2002, la población llegó al máximo histórico de 108.019. En 2004, la proporción de extranjeros, según datos municipales, era de alrededor del 10 por ciento (10.674 personas).

## Geografía
Moers tiene una superficie de 67.68 km² (26.13/sq mi), con una densidad de población de 1,584/km² (4,102/sq mi). Está situada en el sur del distrito de Wesel, a 9 km al oeste de la desembocadura de la cuenca del Ruhr en Duisburg y 13 km al norte de Krefeld.

## Ciudades hermanadas
- Maisons-Alfort (Francia, desde 1966)
- Bapaume (Francia desde 1974)
- Knowsley (Merseyside, Inglaterra, desde 1980)
- Ramla (Israel, desde 1987)
- La Trinidad (Nicaragua, desde 1989)
- Seelow (Brandenburg, Alemania, desde 1990)